# Imperial-Enlow, Pennsylvania
Imperial-Enlow, Pennsylvania (енгл. Imperial-Enlow) град је у америчкој савезној држави Пенсилванија.

## Демографија
По попису из 2000. године број становника је 3.514.
| Група             | 2000.         | 2010.    |
| Белци             | 3.376 (96,1%) | 0 (0,0%) |
| Афроамериканци    | 58 (1,7%)     | 0 (0,0%) |
| Азијати           | 20 (0,6%)     | 0 (0,0%) |
| Хиспаноамериканци | 17 (0,5%)     | 0 (0,0%) |
| Укупно            | 3.514         | 0        |